# Luke Letlow
Luke Joshua Letlow (* 6. Dezember 1979; † 29. Dezember 2020) war ein US-amerikanischer Geschäftsmann und Politiker aus Louisiana. Der Republikaner wurde 2020 für den 5. Kongressdistrikt von Louisiana in das Repräsentantenhaus der Vereinigten Staaten gewählt, starb jedoch fünf Tage vor seinem Amtsantritt im 117. Kongress an Komplikationen, die durch COVID-19 verursacht wurden. Vor seiner Wahl in den Kongress war Letlow Stabschef des Kongressabgeordneten Ralph Abraham. Drei Monate nach seinem Tod wurde Letlows Witwe Julia in einer Sonderwahl in den frei gewordenen Sitz gewählt.

## Frühes Leben und Ausbildung
Letlow wuchs in der Gemeinde Start östlich von Monroe als jüngster Sohn von Dianne und Johnny Letlow auf. Er absolvierte die Ouachita Christian High School und erwarb 2003 einen Bachelor an der Louisiana Tech University. Während seines Studiums an der Louisiana Tech war Letlow im Jahr 2000 Praktikant von John Cooksey, als dieser den 5. Kongressdistrikt von Louisiana im Repräsentantenhaus der Vereinigten Staaten vertrat. 2001 war er Vorsitzender der Louisiana Tech College Republicans und 2002 der Louisiana Federation of College Republicans.

## Karriere
Letlow arbeitete von 2005 bis 2008 für Bobby Jindal während dessen Amtszeit im US-Repräsentantenhaus für den 1. Kongressbezirk von Louisiana als Direktor für den Kongressbezirk und während Jindals erster Amtszeit als Gouverneur von Louisiana als Direktor für zwischenstaatliche Angelegenheiten von 2008 bis 2010. Danach war er als Direktor für Regierungs- und Gemeindeangelegenheiten bei QEP Resources, einem Energieunternehmen mit Sitz in Denver, tätig. 2014 kehrte Letlow nach Louisiana zurück, um als Wahlkampfmanager für Ralph Abraham für dessen Wahl im 5. Kongresswahlbezirk Louisianas zu arbeiten.
Am 9. März 2020 gab Letlow seine Kandidatur bekannt, nachdem Abraham sein Versprechen eingelöst hatte, nicht mehr als drei Amtszeiten anzustreben, und dieser ihn zeitgleich öffentlich unterstützte. In der überparteilichen Vorwahl am 3. November wurde Letlow mit 33 % der Stimmen erster, während der Abgeordnete des Bundesstaates, Lance Harris, ein weiterer Republikaner, mit 17 % den zweiten Platz belegte. Die Stichwahl am 5. Dezember gewann Letlow mit 62 % der Stimmen. Der Bezirk ist flächenmäßig der größte in Louisiana und umfasst den Großteil der 24 Gemeinden, darunter die Ballungszentren Alexandria und Monroe sowie Opelousas in Acadiana und Bogalusa in Florida Parishes.
Trotz der COVID-19-Pandemie trug Letlow während seiner Wahlkampagne nur sporadisch eine Maske und wurde dabei fotografiert, wie er in geschlossenen Räumen mit Wählern sprach, ohne dass er oder die Anwesenden eine Maske trugen. Im Oktober hatte er die Behörden von Louisiana aufgefordert, die Pandemie-Beschränkungen zu lockern und gewarnt: "Wir sind an einem Punkt angelangt, an dem wir unsere Wirtschaft nicht mehr öffnen können, wir sind wirklich in Gefahr.

## Persönliches Leben und Tod
Am 18. Dezember 2020 gab Letlow bekannt, dass er positiv auf COVID-19 getestet wurde. Er wurde in ein Krankenhaus in Monroe eingeliefert. Nachdem sich sein Zustand verschlechtert hatte, wurde er am 23. Dezember auf die Intensivstation der Ochsner LSU Health Shreveport verlegt. Am 29. Dezember erlag Letlow dem Virus im Alter von 41 Jahren. Das Krankenhaus teilte mit, dass er bei seiner Einlieferung keine Vorerkrankungen hatte, aber auf der Intensivstation an einem „kardialen Ereignis“ starb und nicht wiederbelebt werden konnte.
Der Gouverneur von Louisiana, John Bel Edwards, ordnete an, am Tag von Letlows Beerdigung die Flaggen im ganzen Bundesstaat auf halbmast zu setzen. Außerdem hat er für den 20. März 2021 eine außerordentliche Wahl für Letlows vakantes Amt angesetzt, mit einer möglichen Stichwahl im April. Seine Witwe Julia Letlow kandidierte bei der außerordentlichen Wahl und gewann, so dass eine Stichwahl vermieden werden konnte.
Letlow lebte mit seiner Frau Julia und zwei kleinen Kindern in Start, Louisiana.